# Haworthia pallens
Haworthia pallens är en grästrädsväxtart som beskrevs av Ingo Breuer och M. Hayashi. Haworthia pallens ingår i släktet Haworthia och familjen grästrädsväxter. Inga underarter finns listade i Catalogue of Life.